# Groene halmklimmer
De groene halmklimmer (Ophonus laticollis) is een keversoort uit de familie van de loopkevers (Carabidae). De wetenschappelijke naam van de soort werd in 1825 gepubliceerd door Carl Gustaf Mannerheim.